# Verfassungskrise
Eine Verfassungskrise ist ein meist politisch motivierter Streit zwischen Verfassungsorganen über deren Kompetenzen oder Abläufe, die durch die Verfassung nicht ausreichend geregelt sind. Sie unterscheidet sich von einem Aufstand, bei dem die Legitimität des Staates von nicht in der Verfassung genannten Gruppierungen in Frage gestellt wird. Eine Verfassungskrise kann von der zeitweiligen Einschränkung der Regierungsfähigkeit bis hin zu einem Bürgerkrieg führen.

## Verfassungskrise in der Europäischen Union
Der als EU-Justizkommissar der ab November 2004 amtierenden EU-Kommission vorgeschlagene italienische Politiker Rocco Buttiglione war historisch das erste designierte Kommissionsmitglied, das von einem Ausschuss des EU-Parlaments abgelehnt wurde. Das Parlament kann die gesamte Kommission entweder ablehnen oder annehmen, nicht jedoch einzelne Kandidaten zurückweisen.

## Verfassungskrisen in den Vereinigten Staaten von Amerika
- Die Abspaltung der Südstaaten führte zum Amerikanischen Bürgerkrieg.
- Die Watergate-Affäre 1972–74 führte zum Rücktritt des damaligen Präsidenten Richard Nixon.

## Verfassungskrise in Russland
- Die russische Verfassungskrise 1993 begann am 21. September, als Präsident Boris Jelzin das Parlament auflöste, um marktwirtschaftliche Reformen durchzusetzen. Durch die Unterstützung des Präsidenten durch das Militär wurde der drohende Volksaufstand nach zehn Tagen niedergeschlagen. In einer anschließenden Volksabstimmung wurden dem Präsidenten weitgehende Rechte zugebilligt.

## Verfassungskrise in Australien
- Die australische Verfassungskrise von 1975 bezieht sich auf Ereignisse, auf deren Höhepunkt am 11. November 1975 der damalige Generalgouverneur von Australien, Sir John Robert Kerr, den Premierminister Gough Whitlam entließ und stattdessen den Oppositionsführer Malcolm Fraser zum Premierminister ernannte. Dies führte in der Folgezeit von massiven Protesten gegen Kerr allerdings auch zu vorgezogenen Neuwahlen beider Parlamentskammern am 13. Dezember 1975, deren Ergebnisse die politische Situation stabilisierten.

## Verfassungskrise in Polen
Die polnische Verfassungskrise begann im Jahr 2015 mit der zweifachen Ernennung von je fünf Verfassungsrichtern durch die 7. und 8. Legislaturperiode des polnischen Parlaments. Infolgedessen verabschiedete der PiS-dominierte Sejm zwischen November 2015 und Dezember 2016 sechs Gesetze über die Arbeitsweise des Verfassungsgerichtshofes, die in der Folge aber von dem Verfassungsgerichtshof als verfassungswidrig eingestuft wurden. Die Krise war ein Entstehungsgrund für die Protestbewegung Komitee zur Verteidigung der Demokratie (polnisch: Komitet Obrony Demokracji).